# Sampo (företag)
Sampo Abp är en finländsk försäkringskoncern med verksamhet i Norden, Baltikum och Storbritannien. Huvudkontoret ligger i Helsingfors och Sampos fokusområde är skadeförsäkring. Koncernens försäkringsvarumärken är If, Topdanmark och Hastings.

## Historia
Sampo grundades i Åbo 1909 under namnet Ömsesidiga Försäkringsanstalten Sampo. På 1910-talet expanderade man verksamheten och började bl.a. erbjuda skogsförsäkringar och på 1920-talet var man ett av de första försäkringsbolagen som erbjöd bilförsäkringar.
Sampo börsnoterades på Helsingforsbörsen (senare Nasdaq Helsinki) i januari 1988  och initialt hade man över 800 000 aktieägare. I november 2022 parallellnoterades Sampo på Nasdaq Stockholm och i september 2024 listades man även på Nasdaq Copenhagen.

### Större förvärv, avyttringar och investeringar
- 2000 gick Sampo samman med den statsägda banken Leonia Bank (tidigare Postbanken). Det gjorde den finländska staten till största ägare i den nya finanskoncernen med namnet Sampo-Leonia.[9]
- 2001 förvärvade Sampo-Leonia investmentbanken Mandatum och koncernens namn förkortades till bara Sampo igen. VD-rollen togs samtidigt över av Björn Wahlroos som varit VD på Mandatum.[9]
- I början av 2002 slogs Sampos skadeförsäkringsbolag ihop med det svenska försäkringsbolaget If. Efter sammanslagningen kom Sampo att äga drygt 38 % av If.[10]
- Under 2004 förvärvade Sampo hela If genom att först köpa Storebrands och Skandias ägarandelar och senare Varmas andel.[11][12]
- I september 2006 började Sampo att köpa aktier i Nordea och 2010 var man största ägare i banken med över 20 % av aktierna.[13]
- I november 2006 avyttrade Sampo sin egen bankdel till Danske Bank för drygt 4 miljarder EUR.[14]
- 2010 köpte Sampo sina första aktier i det danska försäkringsbolaget Topdanmark och under 2010-talet ökade man sedan den positionen.[15] I slutet av 2019 ägde Sampo nära hälften av alla aktier i Topdanmark.[16]
- 2020 förvärvade Sampo tillsammans med sydafrikanska RMI (senare OUTsurance Group) det brittiska försäkringsbolaget Hastings. Sampo förvärvade sedan RMI:s andel året därpå och Hastings blev ett helägt dotterbolag.[17]
- I slutet av 2020 började Sampo att minska ner på sin position i Nordea och i april 2022 hade man sålt hela innehavet.[18]
- I oktober 2023 knoppade Sampo av och delade ut Mandatum till sina aktieägare.[19]
- I juni 2024 lämnade Sampo ett bud på de återstående aktierna i Topdanmark. Budet gick igenom vilket gjorde Sampo till ensam ägare av det danska försäkringsbolaget.[20]

## Verksamheter

### If
Via sitt bolag If Skadeförsäkring Holding AB kontrollerar Sampo det svenska försäkringsbolaget If Skadeförsäkring AB och det estländska bolaget If P&C
Insurance AS. De bolagen har i sin tur filialer i Finland, Norge och Danmark samt i Lettland och Litauen. If erbjuder bl.a. bilförsäkring, hemförsäkring och barnförsäkring för privatpersoner, men även olika försäkringar för företag. Via ett separat bolag, If Livförsäkring AB, erbjuder man även sina nordiska kunder livförsäkring. I slutet av 2024 hade If ca 3,7 miljoner kunder.

### Topdanmark
Topdanmark grundades 1899 och är ett danskt försäkringsbolag som riktar sig till både privatkunder och företagskunder. I oktober 2024 blev Topdanmark A/S ett helägt dotterbolag till If Skadeförsäkring Holding AB. 2024 hade bolaget totalt drygt 700 000 kunder.

### Hastings
Hastings är ett brittiskt försäkringsbolag som fokuserar på fordonsförsäkringar och hemförsäkringar. Hastings Group blev ett helägt dotterbolag till Sampo Group i december 2021. I slutet av 2024 hade Hastings strax under 4 miljoner kunder.